# Marlstein
Marlstein ist eine Streusiedlung in der Ortschaft Ochsengarten der Gemeinde Haiming in Tirol am nordwestlichen Rand der Stubaier Alpen.

## Geographie
Marlstein liegt am nördlichen Hang des Nedertals im Ort Ochsengarten und ist durch die westliche Rampe der Passstraße, die vom Talgrund des Ötztals zum Kühtaisattel hinaufführt, erreichbar. Über diese Straße verläuft auch die Hauptverkehrsader, die Ochsengarten mit dem im Inntal gelegenen Verwaltungszentrum der Gemeinde Haiming verbindet. Durch den Verlauf über Oetz muss mit dieser Verkehrslinie dabei aber fremdes Gemeindegebiet durchquert werden. Eine direkte Anbindung an das eigene Gemeindezentrum stellt lediglich eine Nebenstraße dar, die von Ochsengarten aus den 1690 Meter hohen Silzer Sattel überwindet und dann von dort zum Oberinntal hinunter verläuft.
Nur knapp 2 km von Marlstein entfernt liegt die Talstation der auf das Schigebiet Hochoetz hinaufführenden Ochsengartenbahn.